# Augenhintergrund

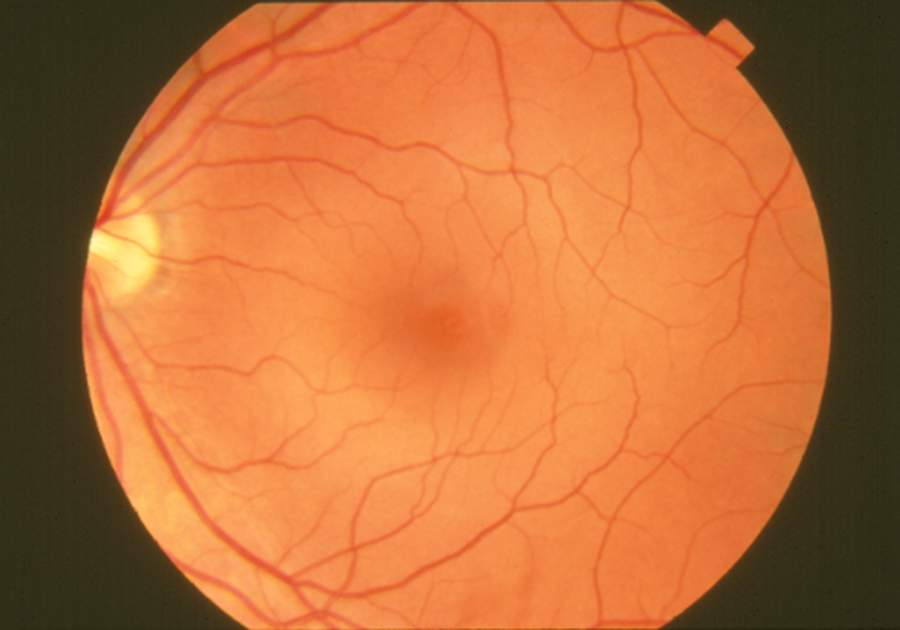
Normaler Augenhintergrund

Der Augenhintergrund (lateinisch Fundus oculi) ist die durch den transparenten Glaskörper hindurch sichtbare Innenwand des Augapfels und beinhaltet folgende anatomische Strukturen:
- Netzhaut (Retina)
- Sehnervenkopf (Papille bzw. Blinder Fleck)
- Gefäße (Arteria und Vena centralis retinae)
- Gelber Fleck (Macula lutea) und Fovea centralis
- Peripherie der Netzhaut und Übergang zwischen Netzhaut und dem Ziliarkörper (Ora serrata)

## Sichtbarmachung
Der Einblick in das Auge wird bei, ggf. medikamentös, erweiterter Pupille deutlich erleichtert und gestattet die Inspektion der hinteren Netzhautabschnitte sowie deren mittlere und äußere Peripherie mittels Augenspiegelung (Ophthalmoskopie, eingeführt im 19. Jahrhundert). Mittels retinaler Gefäßanalyse können die Blutgefäße ermessen werden. Neben der Erkennung von Erkrankungen des Auges selbst sind internistische oder neurologische Diagnosen möglich.
So kann eine Atrophie des Sehnerven mit einer abgeblassten Papille und ein erhöhter Hirndruck mit einer sogenannten Stauungspapille verbunden sein.
Fotografische Blitzlichtgeräte beleuchten die Retina direkt und intensiv, ohne dass die Pupille sich schnell genug verengen kann. In den entsprechenden fotografischen Aufnahmen, die die beleuchtete Netzhaut abbilden, ist dann in der Pupille häufig die stark durchblutete Retina als strukturloser, roter Kreis zu erkennen (Rote-Augen-Effekt).

## Sichtbarmachung des eigenen Augenhintergrundes
Bei der Autophthalmoskopie kann der eigene Augenhintergrund beobachtet werden, indem bei Dunkelheit eine helle und möglichst punktförmige Lichtquelle ohne ultravioletten Lichtanteil (sonst besteht die Gefahr einer Keratoconjunctivitis photoelectrica), wie zum Beispiel eine kleine Leuchtdioden-Taschenlampe, seitlich und ungefähr im rechten Winkel zur Sehachse auf die Pupille gerichtet wird. Die Gefäße des eigenen Augenhintergrundes werden dann als schwarze Schattenlinien auf hellem Hintergrund sichtbar. Die Lichtquelle wird von der Augenlinse als Zerstreuungskreis auf der dem Lichteinfall gegenüberliegenden Seite der Netzhaut abgebildet und beleuchtet durch Streuung und diffuse Reflexion indirekt mehr oder weniger die gesamte Netzhaut. Die Erhebungen bei den eigenen Blutgefäßen werfen bei streifendem Lichteinfall dann leichte Schatten auf die Retina, die in diesen Bereichen entsprechend sichtbar werden.